# Carlos Arenillas
Carlos Arenillas Lorente (Madrid, 1956) es un economista español, que fue vicepresidente de la Comisión Nacional del Mercado de Valores desde 2004 hasta 2008. 

## Biografía
Estudio bachillerato en el colegio ESTUDIO de Madrid. Licenciado en Ciencias Económicas por la Universidad Complutense de Madrid. 
Ha desarrollado su vida profesional  en el sector financiero y de los mercados de valores, tanto en el sector privado como en el público.
Ha sido Director de Tesorería en SIAF-Sociedad Mediadora del Mercado de Dinero y en 1984 fue cofundador de CIMD, S.A., donde a lo largo de más de 17 años ocupó diferentes puestos, incluyendo el de Consejero Delegado y Presidente del Grupo, cargo en el que cesó en 2001. También fue Presidente de Intermoney, Presidente de la Asociación de Mediadores del Mercado Interbancario y Presidente de SENAF AV, mercado secundario oficial de deuda pública española. 
En 2004 fue nombrado por el Gobierno Vicepresidente de la Comisión Nacional del Mercado de Valores. Fue miembro del Consejo del Banco de España durante su mandato en representación de la CNMV. Terminó su mandato en 2008.
Posteriormente ha sido Trustee del International Valuation Standards Council (2008-2012) y miembro del Comité Consultivo de la Autoridad Europea de Valores y Mercados (20010-2013). Desde 2010 es Presidente de Equilibria Investments S.I.L.
Ha publicado diversos artículos y colaborado en libros colectivos sobre temas financieros en medios especializados y prensa en general.
Está casado con Mercedes Cabrera Calvo Sotelo.